# Phloeidae
Famille
Les Phloeidae forment une famille d'insectes du sous-ordre des hétéroptères (punaises), de la superfamille des Pentatomoidea, qui compte 2 genres et 3 espèces.

## Description
Ces punaises de grande taille (20 à 30 mm) ont des aspects très caractéristiques et très particuliers. Le corps, couleur beige à noirâtre, est très aplati, et ses marges, jugas, pronotum et connexivum sont élargies et foliacées. Les antennes ont 3 articles, le premier très long, le troisième plus ou moins courbé, mais elles sont pratiquement cachées par les extensions des jugas. Le canal d'insertion du rostre est très long, enserré, à la base, entre de longues buccules. Les tarses comptent 3 segments. Les yeux sont divisés en deux dans la hauteur, les parties situées l'une en dessus de l'excroissance latérale et l'autre en dessous, permettant de regarder à la fois le substrat et autour. Les membranes sont réticulées,.

## Répartition et habitat
Ces punaises ont une répartition néotropicales. Elles se rencontrent uniquement au Brésil, Phloea corticata ayant également été trouvée en Guyane française.
On les trouve dans les forêts tropicales semi-décidues, sur l'écorce des arbres, avec laquelle elles se confondent par mimétisme de couleur et par leur apparence de lichens.

## Biologie

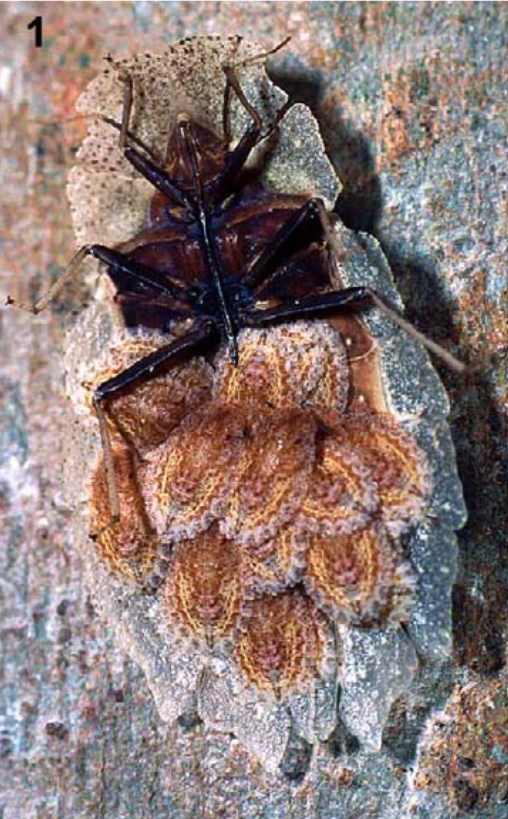
Femelle de Phloea subquadrata avec ses juvéniles I accrochés sous son abdomen concave.

Ces punaises sont des suceuses de sève. Les plantes-hôtes de Phloea subquadrata sont notamment des Myrtaceae, Eugenia cauliflora, Plinia cauliflora, Myrciaria jaboticaba et trois espèces de Campomanesia, C. guazumaefolia, C. xanthocarpa et C. rhombea, ainsi qu'une Euphorbiaceae, Sucurinega guaraiuva,  et une Combretaceae, Terminalia cf kuhlmanni. Elles tendent à vivre en colonies sur les mêmes arbres, aussi bien à l'état juvénile qu'adultes, bien qu'on puisse rencontrer des adultes isolés,.
Elles pondent leurs œufs sur l'écorce et leur prodiguent des soins parentaux : en effet, les femelles protègent la ponte en s'installant au-dessus d'elle pour les couvrir de leur corps, élargi par les excroissances latérales. Il semble que cette protection joue un rôle à la fois contre la prédation, contre le parasitisme et contre la dessiccation. À l'éclosion (après un mois environ), les juvéniles au premier stade se fixent sous l'abdomen maternel, un comportement très rare chez les Hémiptères. On pense qu'ils s'accrochent grâce à un composé adhésif. On a compté jusqu'à 27 juvéniles ainsi accroché sous la mère, ventre contre ventre, donc les juvéniles avec la face dorsale contre l'écorce. On a même pensé que la mère nourrissait sa progéniture, mais ce comportement n'a pas été confirmé. Il est plus probable que les juvéniles de premier stade ne se nourrissent pas, situation rencontrée ailleurs chez les Hétéroptères, et qu'elles commencent à se nourrir en se dispersant sur l'écorce après la première mue. Le développement jusqu'au stade adulte est long, de 10 à 12 mois. 

Elles sont capables d'éjecter un liquide à forte distance, qu'on a cru d'abord être un moyen de défense, mais qui semble plutôt une modalité excrétoire, qu'on retrouve chez les Auchenorrhyncha.

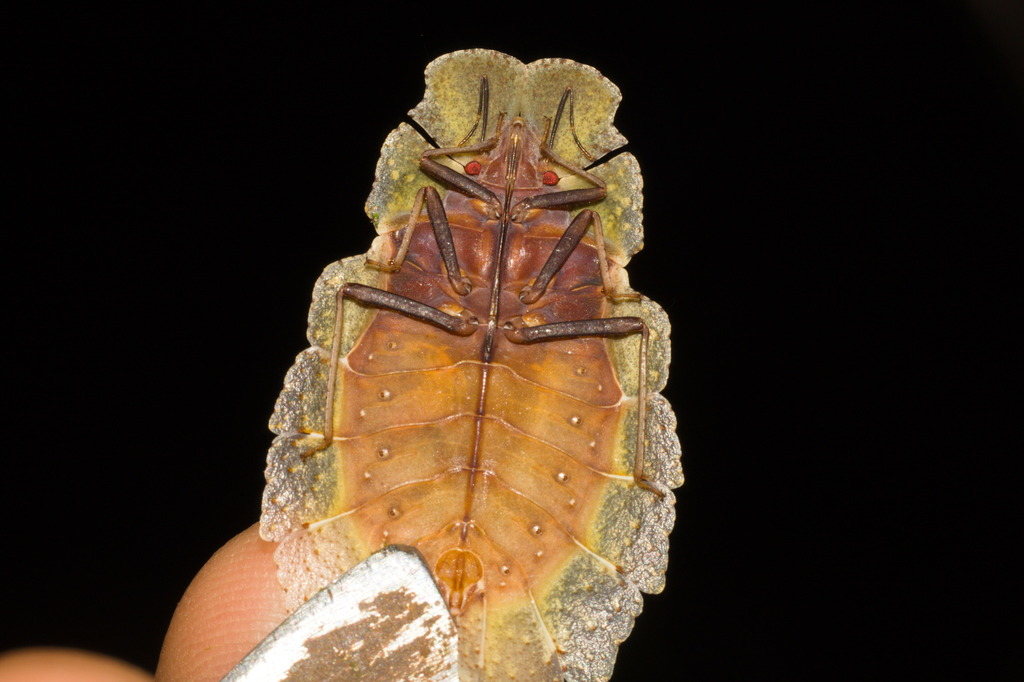
Phloea subquadrata, vue ventrale. On voit les antennes repliées, ainsi que la partie inférieure de l'oeil.

## Systématique
Les trois espèces ont été décrites très tôt, en 1773 et en 1837, le genre Phloea ayant été constitué en 1835. En 1843, Amyot et Serville définissent un taxon de regroupement, les « Phleides », en 1843. En 1862, Stål les définit comme sous-famille (« Phloeinae ») des Pentatomidae. Leston apporte les justifications pour en faire une famille à part entière en 1953, un statut aujourd'hui reconnu par la grande majorité des auteurs.
Certains auteurs ont également réunit aux Phloeidae une autre sous-famille de Pentatomidae, les Serbaninae, monotypique, constituée d'une seule espèce, Serbana borneensis d'Indonésie et de Malaisie. Toutefois, d'autres études les maintiennent dans les Pentatomidae.
Il existe un genre fossile, †Palaeophloea, avec une espèce, trouvée en Croatie, datant du Serravallien (Miocène), entre 12.7 et 11,6 millions d'années.

### Liste des genres
Selon BioLib (26 juin 2022) :
- genre Phloea Lepeletier & Serville, 1825
- genre Phloeophana Kirkaldy, 1908

Genre fossile :
- genre †Palaeophloea Kirkaldy, 1909